# Canton de Saint-Pierre-3
Pour les articles homonymes, voir Canton de Saint-Pierre (homonymie).
Le canton de Saint-Pierre-3 est une circonscription électorale française de l'île de La Réunion, département et région d'outre-mer français de l'océan Indien.

## Histoire
Le canton a été créé par la loi no 49-1102 du 2 août 1949.
Il a été modifié par le décret du 21 avril 1988 créant le canton de Saint-Pierre-4.
Un nouveau découpage territorial de la Réunion entre en vigueur à l'occasion des premières élections départementales suivant le décret du 24 février 2014. Les conseillers départementaux sont, à compter de ces élections, élus au scrutin majoritaire binominal mixte. Les électeurs de chaque canton élisent au Conseil départemental, nouvelle appellation du Conseil général, deux membres de sexe différent, qui se présentent en binôme de candidats. Les conseillers départementaux sont élus pour 6 ans au scrutin binominal majoritaire à deux tours, l'accès au second tour nécessitant 12,5 % des inscrits au 1er tour. En outre, la totalité des conseillers départementaux est renouvelée. Ce nouveau mode de scrutin nécessite un redécoupage des cantons dont le nombre est divisé par deux avec arrondi à l'unité impaire supérieure si ce nombre n'est pas entier impair, assorti de conditions de seuils minimaux. À la Réunion, le nombre de cantons passe ainsi de 49 à 25.
Le canton de Saint-Pierre-3 est redécoupé et agrandi par ce décret. Il est entièrement inclus dans l'arrondissement de Saint-Pierre. Le bureau centralisateur est situé à Saint-Pierre.

## Représentation

### Représentation avant 2015
| Période                                  | Période          | Identité           | Étiquette    | Qualité |
| ---------------------------------------- | ---------------- | ------------------ | ------------ | --- |
| 1958                                     | 1970             | Adrien Recherchant | UNR puis UDR | |
| 1970                                     | 1988             | Élie Hoarau        | PCR          | Journaliste Député (1986-1987 et 1988-1993) Maire de Saint-Pierre (1982-2001) |
| 1988                                     | 1994             | Huguette Bello     | PCR          | Directrice d'école maternelle Députée (depuis 1997) Maire de Saint-Paul (2008-2014) Conseillère municipale de La Possession (1989-1995) Conseillère municipale de Saint-Pierre (1995-2001) |
| 1994                                     | 1997             | Élie Hoarau        | PCR          | Député (1986-1987 et 1988-1993) Maire de Saint-Pierre (1982-2001) |
| 1997                                     | 2001             | André Soupramanien | PCR          | |
| 2001                                     | 2007 (démission) | Willy Caderby      | UMP          | Agent de La Poste, militant syndical |
| 2007                                     | 2008             | Michel Fontaine    | UMP          | Médecin Sénateur (2011-2017) Maire de Saint-Pierre (depuis 2001) |
| 2008                                     | 2015             | Béatrice Sigismeau | UMP          | Adjointe au maire de Saint-Pierre |
| Les données manquantes sont à compléter. |                  |                    |              | |

### Représentation depuis 2015
| Période élective | Période élective | Mandat | Mandat   | Identité           | Nuance | Nuance | Qualité |
| ---------------- | ---------------- | ------ | -------- | ------------------ | ------ | ------ | --- |
| 2015             | 2021             | 2015   | 2021     | Marie-Paule Balaya |        | DVD    | Chef d'entreprise à Saint-Pierre                                                                                       |
| 2015             | 2021             | 2015   | 2021     | Serge Hoareau      |        | DVD    | Fonctionnaire Maire de Petite-Île (depuis 2014), vice-président du conseil départemental chargé des affaires agricoles |
| 2021             | 2028             | 2021   | en cours | Serge Hoareau      |        | DVD    | Conseiller sortant, 1er Vice-Président du conseil départemental                                                        |
| 2021             | 2028             | 2021   | en cours | Sabrina Tionohoué  |        | DVD    | 10ème adjointe au maire de Saint-Pierre                                                                                |

### Résultats détaillés

#### Élections de mars 2015
À l'issue du 1er tour des élections départementales de 2015, deux binômes sont en ballotage : Marie-Paule Balaya et Serge Hoareau (DVD, 49,26 %) et Yannis Payet et Fabienne Somnica (PS, 25,40 %). Le taux de participation est de 48,80 % (12 776 votants sur 26 178 inscrits) contre 43,81 % au niveau départemental et 50,17 % au niveau national.
Au second tour, Marie-Paule Balaya et Serge Hoareau (DVD) sont élus avec 60,92 % des suffrages exprimés et un taux de participation de 55,57 % (8 021 voix pour 14 548 votants pour 26 178 inscrits ).

#### Élections de juin 2021
Le premier tour des élections départementales de 2021 est marqué par un très faible taux de participation (33,26 % au niveau national). Dans le canton de Saint-Pierre-3, ce taux de participation est de 42,36 % (11 865 votants sur 28 009 inscrits) contre 36,5 % au niveau départemental. À l'issue de ce premier tour,  le binôme constitué de Serge Éric Hoareau et Sabrina Tionohoué (DVG) est élu avec 66,1 % des suffrages exprimés.

## Composition

### Composition avant 2015
Le canton de Saint-Pierre-3 était constitué d'une partie de la commune de Saint-Pierre.
Lors du redécoupage de 1988, il s'agissait de la portion du territoire délimitée par, au Sud le littoral, à l'Est la rue Lorion, le chemin de la Saiette, le chemin départemental 38, le chemin Bassin-Plat, la rivière d'Abord, au Nord la limite de la commune du Tampon, à l'Ouest la Ravine Blanche.

### Composition depuis 2015
| Nom                                  | Code Insee | Intercommunalité                                   | Superficie (km2) | Population (dernière pop. légale)                | Densité (hab./km2) | Modifier                                    |
| ------------------------------------ | ---------- | -------------------------------------------------- | ---------------- | ------------------------------------------------ | ------------------ | ------------------------------------------- |
| Saint-Pierre (bureau centralisateur) | 97416      | CA Communauté intercommunale des Villes solidaires | 95,99            | Fraction : 11 606 (2022) Commune : 85 254 (2022) | 888                | modifier les données · modifier les données |
| Petite-Île                           | 97405      | CA Communauté intercommunale des Villes solidaires | 33,93            | 12 920 (2022)                                    | 381                | modifier les données · modifier les données |
| Saint-Joseph                         | 97412      | CA du Sud                                          | 178,50           | Fraction : 10 437 (2022) Commune : 38 992 (2022) | 218                | modifier les données · modifier les données |
| Canton de Saint-Pierre-3             | 97422      |                                                    |                  | 34 963 (2022)                                    |                    | modifier les données                        |

Le canton comprend :
1. une commune entière,
2. la partie de Saint-Pierre non incluse dans les cantons de Saint-Pierre-1 et de Saint-Pierre-2 ;
3. la partie de Saint-Joseph non incluse dans le canton de Saint-Joseph.

## Démographie
En 2022, le canton comptait 34 963 habitants, en évolution de +4,79 % par rapport à 2016 (La Réunion : +3,33 %, France hors Mayotte : +2,11 %).
| 2013   | 2018   | 2022   |
| ------ | ------ | ------ |
| 32 599 | 33 844 | 34 963 |